# Pelote (textile)

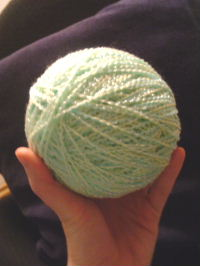
Pelote de laine faite à la main.

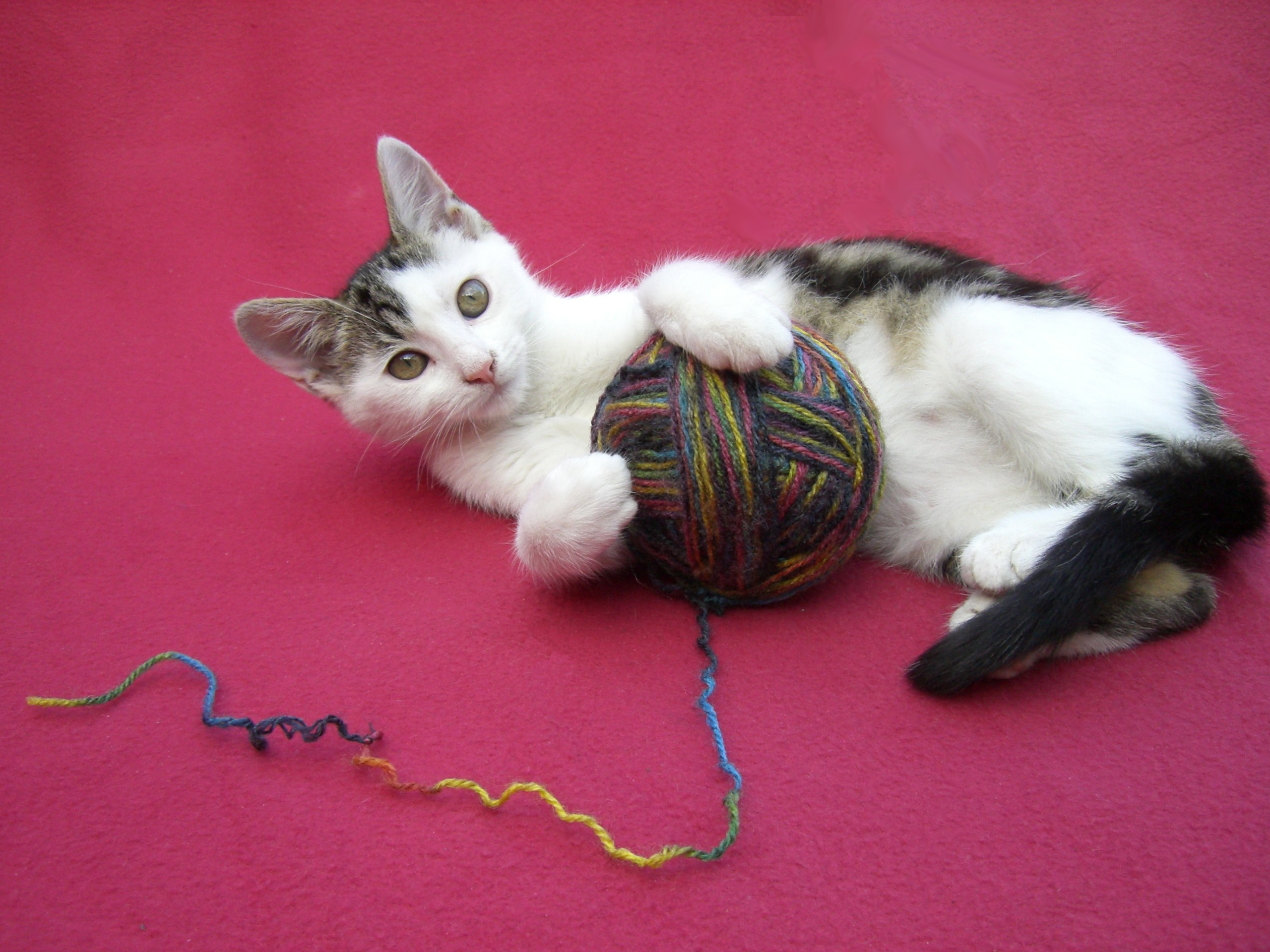
Un chat joue avec une pelote de laine.

Une pelote est une des formes, qui ressemble à une balle, par laquelle on enroule le fil ordinairement. C’est le mode le plus antique et le plus simple de stocker ou de recueillir n’importe quel type de fil, ficelle ou autre matériel léger de manière qu’il ne s’emmêle pas.
Avec l'écheveau, la bobine et le rochet c’est une des formes utilisées par l'industrie textile pour stocker les fils.

## À la main
La méthode pour commencer une pelote consiste à tenir fermement un bout du fil entre les doigts d’une main et enrouler étroitement autour d’un bout de fil ou un morceau de carton avec l’autre main. Quand les premiers tours sont réalisés, on continue le mouvement en faisant tourner la sphère, qui se forme, pour créer une boule où les fils se croisent presque perpendiculairement.

## À la machine

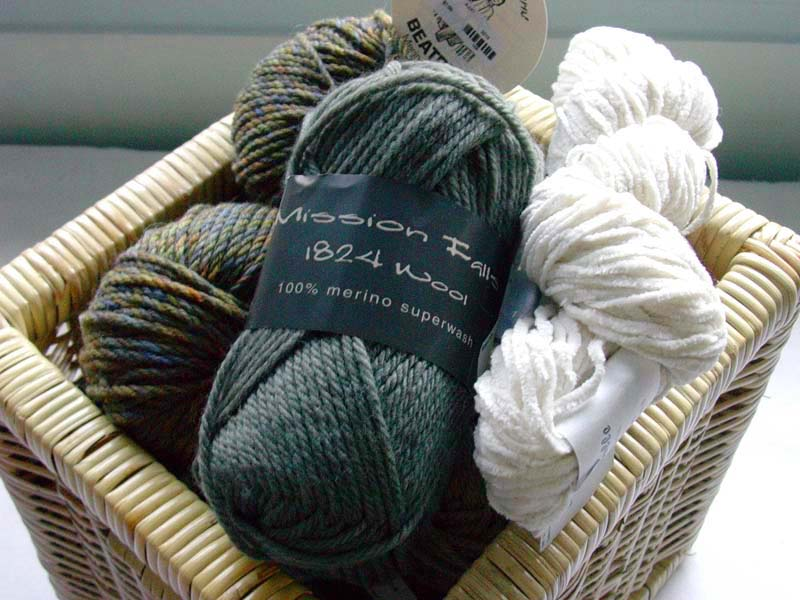
Pelote industrielle.

Les pelotes industrielles sont moins compactes que celles faites à la main. Elles ont une âme vide (du fait de leur fabrication sur un aspe), un enroulement régulier et une tenue par une bande de papier portant les références de l’article.
Le poids va de : 
- 20 g pour les fils très poilu comme l'angora ;
- 50\100 g pour les pelotes normales de laine et coton ;
- 200\500 g pour les grosses pelotes et fils robustes.

## Motif de conte
La pelote qui roule toute seule, et qui guide le héros, est un motif traditionnel dans les contes populaires, notamment les contes russes.

## Liens internes

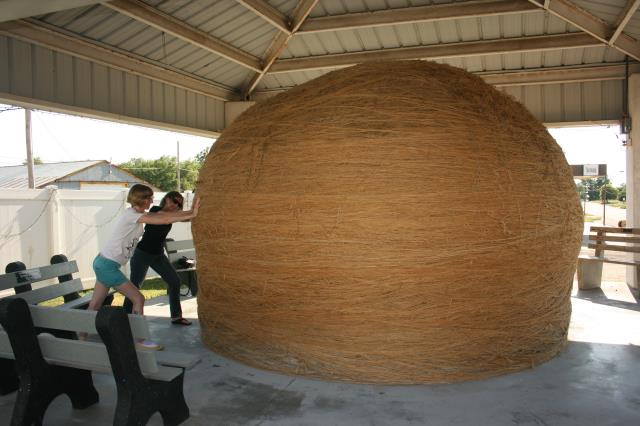
La plus grosse pelote de ficelle roulée par une communauté située à Cawker City, Kansas (2013)

## Sources
- (it) Cet article est partiellement ou en totalité issu de l’article de Wikipédia en italien intitulé « Gomitolo » (voir la liste des auteurs).